# Diamonds Are Forever (soundtrack)
Diamonds Are Forever is de originele soundtrack van de zevende James Bond-film van EON Productions uit 1971 met dezelfde naam. Het album werd voor het eerst uitgebracht in 1971 door United Artists Records.
De filmmuziek werd gecomponeerd door John Barry en bij de titelsong werd de tekst geschreven door Don Black en gezongen door Shirley Bassey. Dit is Bassey's tweede James Bond-titelsong: ze zong eerder ook al "Goldfinger". In 1972 stond het album in de Billboard 200 met hoogste notering, plaats 74.

## Nummers
| Nr. | Titel                                              | Duur |
| --- | -------------------------------------------------- | ---- |
| 1   | Diamonds Are Forever (Main Title) - Shirley Bassey | 2:53 |
| 2   | Bond Meets Bambi and Thumper                       | 3:09 |
| 3   | Moon Buggy Ride                                    | 4:17 |
| 4   | Circus, Circus                                     | 2:50 |
| 5   | Death at the Whyte House                           | 4:54 |
| 6   | Diamonds Are Forever (Source Instrumetal)          | 3:45 |
| 7   | Diamonds Are Forever (Bond and Tiffany)            | 3:39 |
| 8   | Bond Smells a Rat                                  | 1:53 |
| 9   | Tiffany Case                                       | 3:46 |
| 10  | 007 and Counting                                   | 3:31 |
| 11  | Q's Trick                                          | 2:26 |
| 12  | To Hell with Blofeld                               | 5:09 |

Bonus tracks (remastered soundtrack CD uit 2003)
| 13 | Gunbarrel and Manhunt                   | 3:12 |
| 14 | Mr. Wint and Mr. Kidd / Bond to Holland | 4:03 |
| 15 | Peter Franks                            | 2:55 |
| 16 | Airport Source / On the Road            | 3:01 |
| 17 | Slumber, Inc.                           | 2:23 |
| 18 | The Whyte House                         | 2:22 |
| 19 | Plenty, Then Tiffany                    | 2:27 |
| 20 | Following the Diamonds                  | 4:03 |
| 21 | Additional and Alternate Cues           | 9:09 |